# Acer argutum
Acer argutum är en kinesträdsväxtart som beskrevs av Carl Maximowicz och Friedrich Anton Wilhelm Miquel. Acer argutum ingår i släktet lönnar, och familjen kinesträdsväxter. Inga underarter finns listade i Catalogue of Life.